# Рякуо
Рякуо или Рэкё (яп. 暦応 рякуо:) — девиз правления (нэнго) японского императора Комё из северной династии, использовавшийся с 1338 по 1342 год.
В Южном Дворе в этот период правил император Го-Мураками с нэнго Энгэн (1336—1340) и Кококу (1340—1347).

## Продолжительность
Начало и конец эры:
- 28-й день 8-й луны 5-го года Кэмму (по юлианскому календарю — 11 октября 1338);
- 27-й день 4-й луны 5-го года Рякуо (по юлианскому календарю — 1 июня 1342).

## Происхождение
Название нэнго было заимствовано из классического древнекитайского сочинения «Диван шицзи» (кит. 帝王世紀, пиньинь Dìwáng shìjì, буквально: «Хронология императоров и государей»):「堯時有草、夾階而生、王者以是占暦、応和而生」.

## События
даты по юлианскому календарю
- 1340 год (3-й год Рякуо) — наблюдалась комета[4];

## Сравнительная таблица
Ниже представлена таблица соответствия японского традиционного и европейского летосчисления. В скобках к номеру года японской эры указано название соответствующего года из 60-летнего цикла китайской системы гань-чжи. Японские месяцы традиционно названы лунами.
| 1-й год Рякуо (Земляной Тигр)        | 1-я луна        | 2-я луна*  | 3-я луна  | 4-я луна* | 5-я луна              | 6-я луна* | 7-я луна* | 7-я луна (високосная) * | 8-я луна    | 9-я луна   | 10-я луна* | 11-я луна  | 12-я луна      |
| 3-й год Энгэн                        | 1-я луна        | 2-я луна*  | 3-я луна  | 4-я луна* | 5-я луна              | 6-я луна* | 7-я луна* | 7-я луна (високосная) * | 8-я луна    | 9-я луна   | 10-я луна* | 11-я луна  | 12-я луна      |
| ------------------------------------ | --------------- | ---------- | --------- | --------- | --------------------- | --------- | --------- | ----------------------- | ----------- | ---------- | ---------- | ---------- | -------------- |
| Юлианский календарь                  | 22 января 1338  | 21 февраля | 22 марта  | 21 апреля | 20 мая                | 19 июня   | 18 июля   | 16 августа              | 14 сентября | 14 октября | 13 ноября  | 12 декабря | 11 января 1339 |
| 2-й год Рякуо (Земляной Кролик)      | 1-я луна*       | 2-я луна   | 3-я луна  | 4-я луна* | 5-я луна              | 6-я луна* | 7-я луна* | 8-я луна                | 9-я луна*   | 10-я луна  | 11-я луна* | 12-я луна  |                |
| 4-й год Энгэн                        | 1-я луна*       | 2-я луна   | 3-я луна  | 4-я луна* | 5-я луна              | 6-я луна* | 7-я луна* | 8-я луна                | 9-я луна*   | 10-я луна  | 11-я луна* | 12-я луна  |                |
| Юлианский календарь                  | 10 февраля 1339 | 11 марта   | 10 апреля | 10 мая    | 8 июня                | 8 июля    | 6 августа | 4 сентября              | 4 октября   | 2 ноября   | 2 декабря  | 31 декабря |                |
| 3-й год Рякуо (Металлический Дракон) | 1-я луна*       | 2-я луна   | 3-я луна  | 4-я луна* | 5-я луна              | 6-я луна* | 7-я луна  | 8-я луна*               | 9-я луна    | 10-я луна* | 11-я луна  | 12-я луна* |                |
| 1-й год Кококу                       | 1-я луна*       | 2-я луна   | 3-я луна  | 4-я луна* | 5-я луна              | 6-я луна* | 7-я луна  | 8-я луна*               | 9-я луна    | 10-я луна* | 11-я луна  | 12-я луна* |                |
| Юлианский календарь                  | 30 января 1340  | 28 февраля | 29 марта  | 28 апреля | 27 мая                | 26 июня   | 25 июля   | 24 августа              | 22 сентября | 22 октября | 20 ноября  | 20 декабря |                |
| 4-й год Рякуо (Металлическая Змея)   | 1-я луна        | 2-я луна*  | 3-я луна  | 4-я луна* | 4-я луна (високосная) | 5-я луна  | 6-я луна* | 7-я луна                | 8-я луна*   | 9-я луна   | 10-я луна* | 11-я луна  | 12-я луна*     |
| 2-й год Кококу                       | 1-я луна        | 2-я луна*  | 3-я луна  | 4-я луна* | 4-я луна (високосная) | 5-я луна  | 6-я луна* | 7-я луна                | 8-я луна*   | 9-я луна   | 10-я луна* | 11-я луна  | 12-я луна*     |
| Юлианский календарь                  | 18 января 1341  | 17 февраля | 18 марта  | 17 апреля | 16 мая                | 15 июня   | 15 июля   | 13 августа              | 12 сентября | 11 октября | 10 ноября  | 9 декабря  | 8 января 1342  |
| 5-й год Рякуо (Водяная Лошадь)       | 1-я луна        | 2-я луна*  | 3-я луна  | 4-я луна* | 5-я луна              | 6-я луна* | 7-я луна  | 8-я луна                | 9-я луна*   | 10-я луна  | 11-я луна  | 12-я луна* |                |
| 3-й год Кококу                       | 1-я луна        | 2-я луна*  | 3-я луна  | 4-я луна* | 5-я луна              | 6-я луна* | 7-я луна  | 8-я луна                | 9-я луна*   | 10-я луна  | 11-я луна  | 12-я луна* |                |
| Юлианский календарь                  | 6 февраля 1342  | 8 марта    | 6 апреля  | 6 мая     | 4 июня                | 4 июля    | 2 августа | 1 сентября              | 1 октября   | 30 октября | 29 ноября  | 29 декабря |                |

* звёздочкой отмечены короткие месяцы (луны) продолжительностью 29 дней. Остальные месяцы длятся 30 дней.